# Meteusarcoides
Meteusarcoides is een geslacht van hooiwagens uit de familie Gonyleptidae.
De wetenschappelijke naam Meteusarcoides is voor het eerst geldig gepubliceerd door Mello-Leitão in 1922. 

## Soorten
Meteusarcoides omvat de volgende 2 soorten:
- Meteusarcoides caudatus
- Meteusarcoides mutilatus